# Staphylococcus saprophyticus
Staphylococcus saprophyticus este o bacterie de tipul Staphylococcus, care este deseori implicată în infecțiile tractului urinar.
Staphylococcus saprophyticus este rezistent la antibioticul novobiocină, o astfel de caracteristică este folosită în laboratoare pentru a o distinge de Staphylococcus epidermidis care nu este rezistentă la novobiocină.
Acest organism este rareori întâlnit la oamenii sănătoși dar destul de des întâlnit la animale și cadavrele lor.
Este implicat în 10-20% în infecțiile tractului urinar.